# Государственный совет Республики Крым
Госуда́рственный сове́т Респу́блики Крым (укр. Державна Рада Республіки Крим, крымскотат. Къырым Джумхуриетининъ Девлет Шурасы / Qırım Cumhuriyetiniñ Devlet Şurası) — однопалатный парламент Республики Крым в составе Российской Федерации. Согласно Конституции Республики Крым, избирается сроком на пять лет в составе 75 депутатов, является высшим и единственным представительным и законодательным органом власти республики.
Первые выборы депутатов Государственного совета Республики Крым состоялись 14 сентября 2014 года. Выборы проводились по смешанной системе — 50 депутатов избирались по партийным спискам, а 25 в мажоритарных округах. Партия «Единая Россия» получила 25 мандатов по одномандатным округам и 45 мест по республиканскому избирательному округу. ЛДПР получила 5 мандатов по республиканскому округу. Второй созыв Госсовета Крыма был избран 8 сентября 2019 года. Третий созыв избран 8 сентября 2024 года.

## Общая информация
Размещается Государственный совет Республики Крым в Симферополе, по адресу улица Карла Маркса, дом 18. Здание в стиле брутализма первоначально предназначалось для Крымского обкома КПУ. Спроектировано творческой группой — архитекторами Т. Курдиани, Г. Исааковичем и инженерами Д. Валовым и С. Попковым. Строительство началось в 1980 году, а закончилось в 1987 году.
Государственный совет Республики Крым обладает правом законодательной инициативы в Государственной думе Российской Федерации. Депутатом Государственного совета может быть избран гражданин Российской Федерации, достигший 21 года и имеющий право участвовать в выборах.

## История

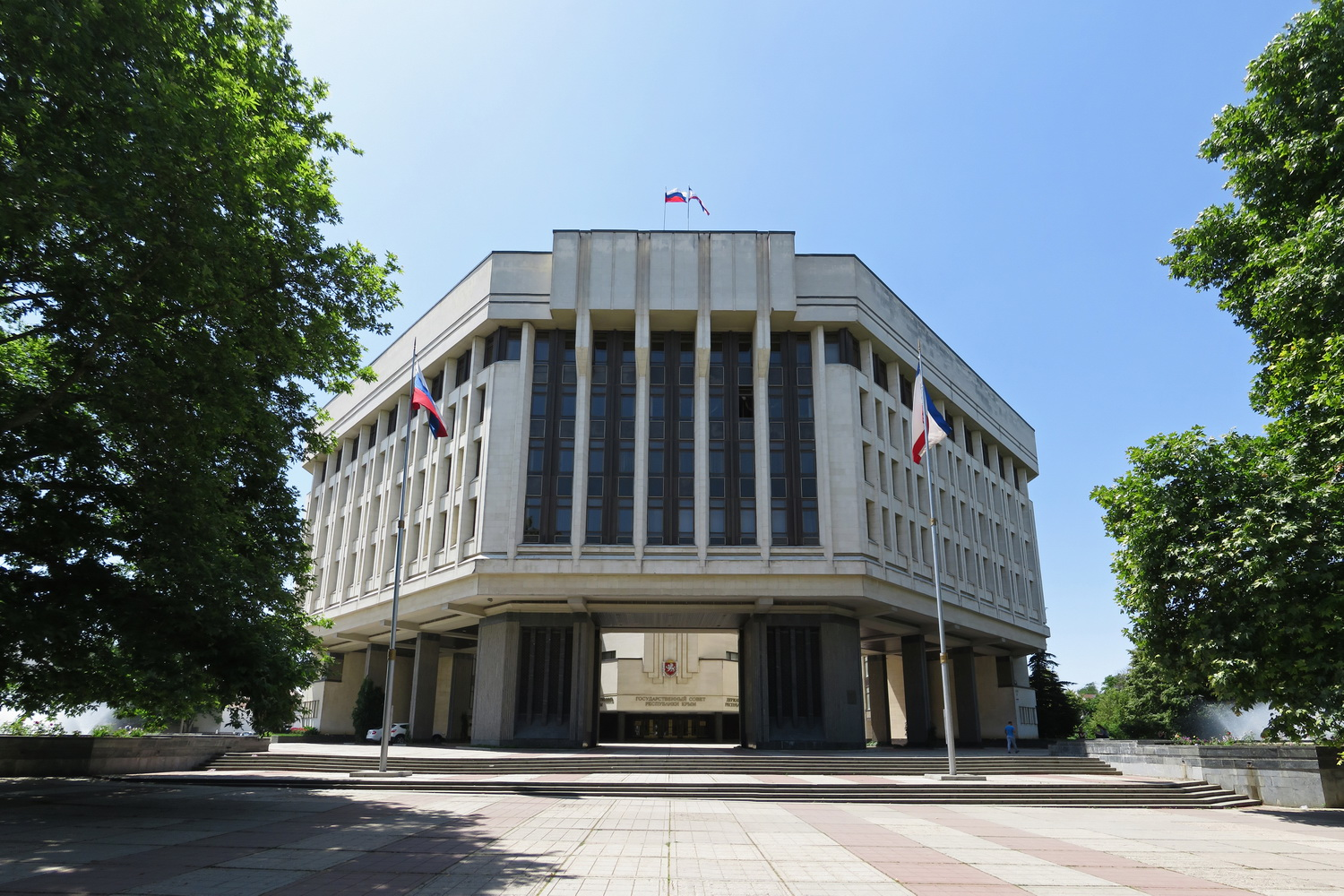
Здание Государственного совета Республики Крым в Симферополе.

### Захват Крымского парламента и Крыма Россией
26 февраля 2014 года сторонники Меджлиса и новой украинской власти собрались у крымского парламента, опасаясь принятия им решения об отделении Крыма от Украины, и прорвались в его здание, в результате чего заседание Верховного Совета автономии было сорвано. 27 февраля начались активные действия России по захвату Крыма — российский спецназ захватил здания органов власти АР Крым, после чего в захваченном здании парламента была проведена сессия ВС, на которой украинские органы власти были заменены на контролируемых Россией акторов во главе с лидером партии «Русское единство» Сергеем Аксёновым.
11 марта 2014 года Верховный Совет Автономной Республики Крым и Севастопольский городской совет приняли декларацию о независимости. В декларации указывалось, что в случае, если народы Крыма в результате референдума решат войти в состав Российской Федерации, Крым будет объявлен суверенным независимым государством и в таком статусе обратится к Российской Федерации с предложением о принятии в состав в качестве нового субъекта.
15 марта 2014 года Верховная Рада Украины (на основании решения Конституционного суда Украины по делу о крымском референдуме и со ссылкой на п. 28 статьи 85 Конституции Украины 1996 года) досрочно прекратила полномочия Верховного Совета Автономной Республики Крым.
Несмотря на это, Верховный Совет АР Крым продолжил работу, ссылаясь на незаконность данного решения Верховной Рады. Согласно постановлению «О представительном органе Республики Крым», принятому 17 марта 2014 года на внеочередном пленарном заседании, «в связи с выходом из состава Украины и провозглашением Республики Крым независимым государством» представительный орган независимой Республики Крым сменил название и стал именоваться Государственным советом Республики Крым — парламентом Республики Крым со дня провозглашения независимости. 18 марта 2014 года был подписан Договор между Российской Федерацией и Республикой Крым о принятии в Российскую Федерацию Республики Крым, после чего Государственный совет продолжил работу как законодательный орган субъекта федерации.
Украина не признала ни независимости Крыма, ни его вхождения в состав России.
Согласно Конституции Республики Крым, утверждённой 11 апреля 2014 года, Государственный совет Республики Крым, избираемый сроком на пять лет в составе 75 депутатов, является высшим и единственным представительным и законодательным органом власти республики. До проведения выборов по законодательству РФ Госсовет республики переходного созыва действовал в составе депутатов Верховного совета АРК VI созыва (100 человек), избранных 31 октября 2010 года ещё на основе украинского законодательства.
Согласно новой Конституции, Государственный совет избирает главу Республики Крым — высшее должностное лицо республики. Глава Республики Крым либо непосредственно возглавляет правительство республики — Совет министров Республики Крым (в порядке совмещения с должностью председателя Совета министров) — либо с согласия Государственного совета назначает председателя Совета министров.
С 17 марта 2014 года председателем Совета министров является Сергей Валерьевич Аксёнов, избранный на эту должность ещё Верховным Советом АРК.
9 октября 2014 года Госсовет Крыма единогласно избрал Сергея Аксёнова главой Республики Крым.
19 июля 2019 года секретарь Генсовета Единой России Андрей Турчак заявил, что после парламентских выборов в Крыму, партия предложит кандидатуру Сергея Аксёнова на второй срок.
20 сентября 2019 года Государственный совет избрал спикера парламента Владимира Константинова и переизбрал главу Крыма Сергея Аксёнова. Должность премьера Крыма занял Юрий Гоцанюк.

## Состав

### Руководители
- Председатель Государственного совета Республики Крым — Владимир Константинов (с 17 марта 2014 года).
- Первый заместитель председателя Государственного совета Республики Крым — Андрей Козырев (с 12 сентября 2024 года).
- Первый заместитель председателя Государственного совета Республики Крым — Сергей Цеков (с 12 сентября 2024 года).
- Заместитель председателя Государственного совета Республики Крым — Наталья Звёнзек (с 12 сентября 2024 года).
- Заместитель председателя Государственного совета Республики Крым — Алла Пономаренко (с 20 сентября 2019 года).
- Заместитель председателя Государственного совета Республики Крым — Айдер Типпа (с 12 сентября 2024 года).

### Фракции
| Фракция       | Руководитель          | Кол-во депутатов | Процент |
| ------------- | --------------------- | ---------------- | ------- |
| Единая Россия | Андрей Козырев        | 68               | 74,87 % |
| ЛДПР          | Светлана Шабельникова | 3                | 5,71 %  |
| КПРФ          | Сергей Богатыренко    | 3                | 5,15 %  |

### Представитель в Совете Федерации Федерального собрания РФ
- 21 марта 2014 года Президиум Государственного совета Республики Крым принял решение наделить полномочиями члена Совета Федерации Федерального собрания Российской Федерации Сергея Цекова. 26 марта 2014 года Государственный совет Республики Крым утвердил данное решение[24][25].
- 20 сентября 2019 года С. Цеков вновь утверждён членом Совета Федерации Федерального собрания Российской Федерации от Госсовета Крыма на пять лет.
- 12 сентября 2024 года полномочиями сенатора Российской Федерации — представителя от Государственного Совета Республики Крым — наделён депутат Государственного Совета Республики Крым Сергей Карякин[26].